# Varanus niloticus
Varanus niloticus este o specie de reptile din genul Varanus, familia Varanidae, descrisă de Linnaeus 1758. Conform Catalogue of Life specia Varanus niloticus nu are subspecii cunoscute.

## Galerie

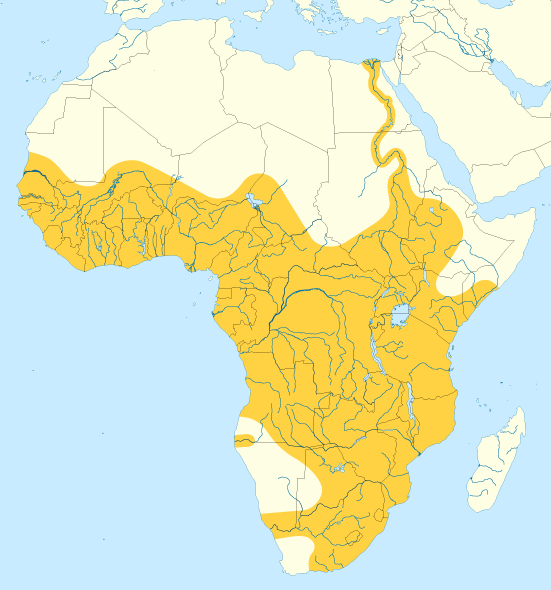
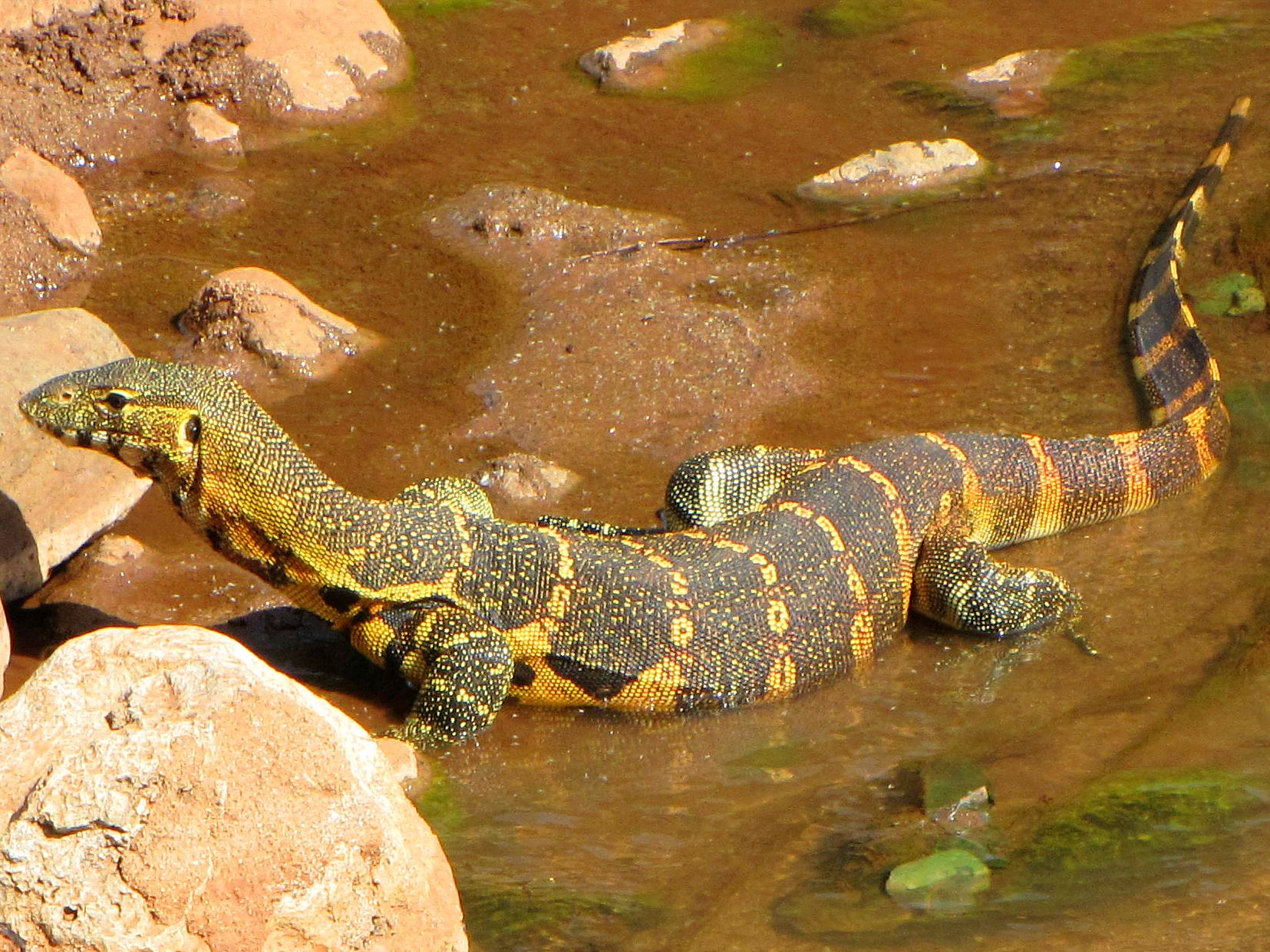
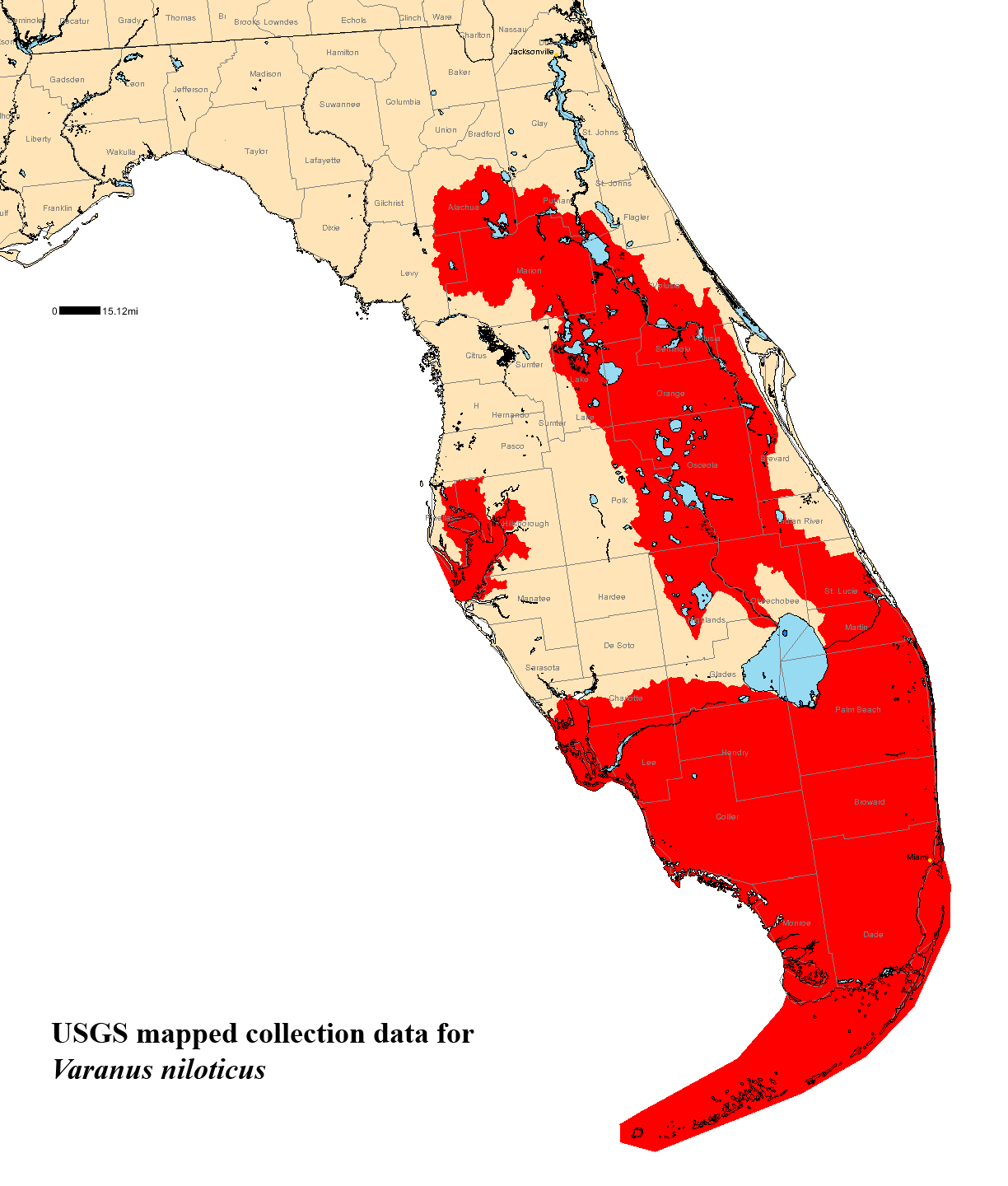
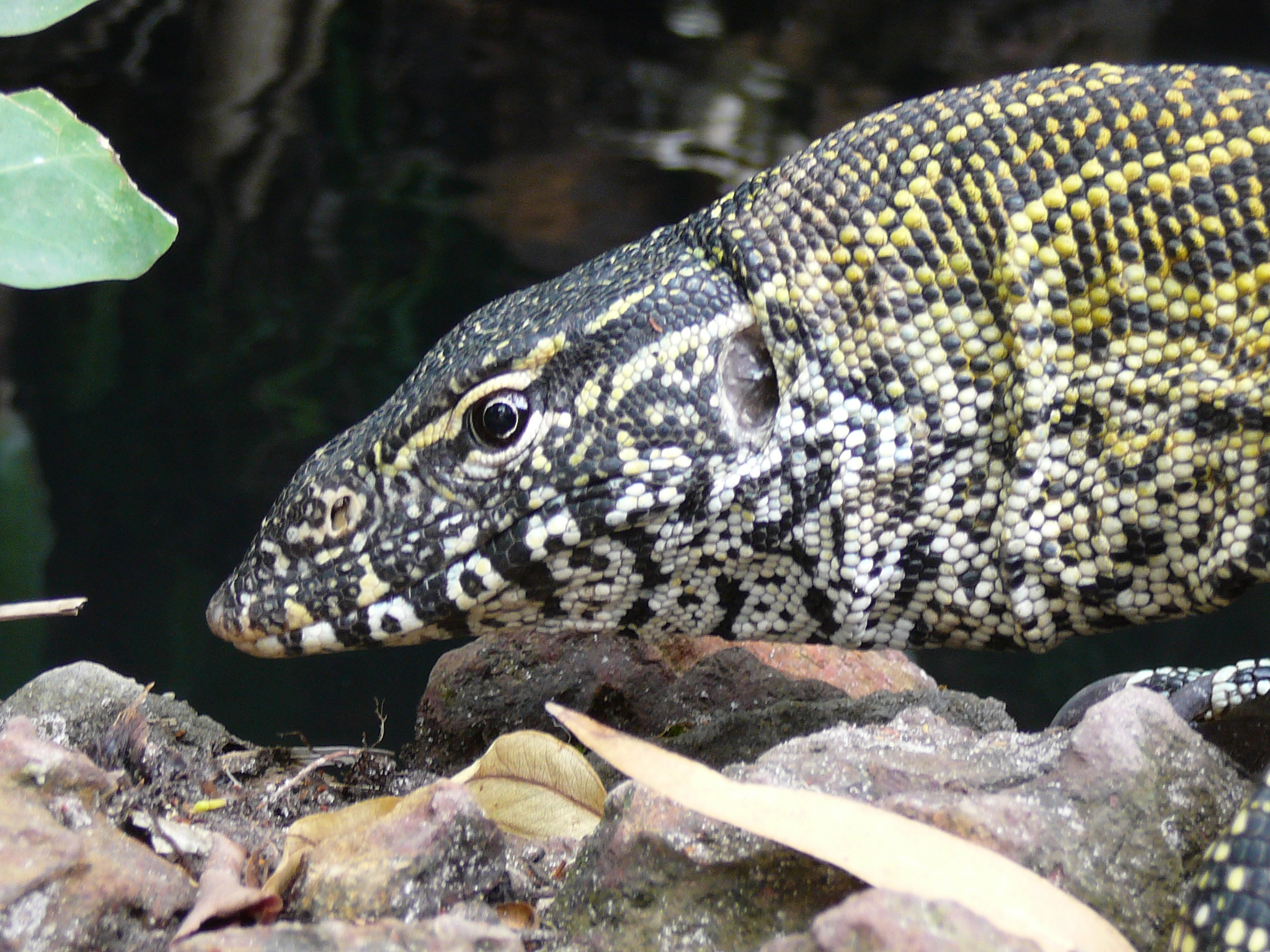
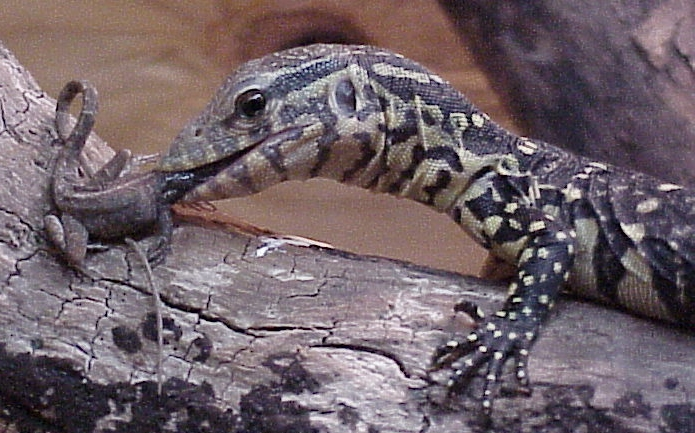
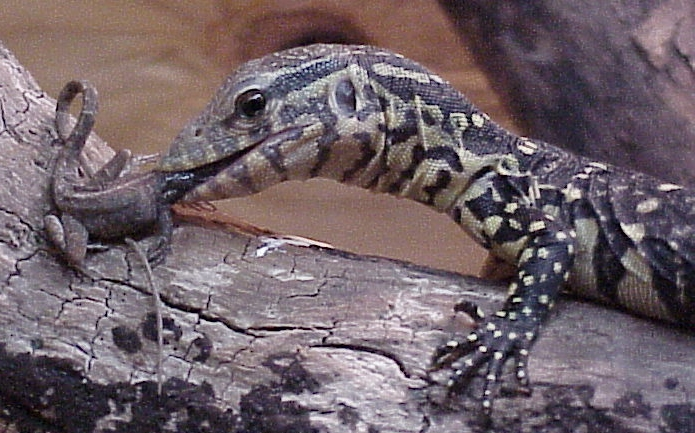